# Малаешты (Приднестровье)
Малае́шты — село в Григориопольском районе непризнанной Приднестровской Молдавской Республики. Административный центр Малаештского сельсовета, куда помимо села Малаешты также входит село Черница.

## География
Площадь села — около 6,11 км2, периметр — 11,29 км. Село расположено на юго-востоке Молдовы, на расстоянии в 31 км от города Григориополь, 15 км от Тирасполя и 75 км от г. Кишинёв.

## Население
По данным 2008 года, в селе Малаешты проживало 8128 человек. На 2015 год — 6034 человек, а в селе Черница — 75 человек.

## История
Первое документальное упоминание о селе Малаешты датировано 1540 годом.
Согласно архивным данным, небольшой хуторок населяли четыре семьи – Чекирлан, Балан, Гаруца и Малай. Из-за сильной засухи выжило только последнее семейство, к которому примкнули и близлежащие жители. А глава семейства дал общине название соответственно фамилии – Малаешты
В 1779 году в селе действовала церковь.
В 1790 году началось строительство новой церкви.
В XIX веке часть сельских земель была передана болгарским колонистам из села Парканы. Перепись 1859 года зарегистрировала в селе Малаешты 266 дворов с 1728 душами, церковь, здесь проводились ярмарки.
В 1881 году открылась земская школа. В 1905 году в селе насчитывалось 805 хозяйств и 4160 жителей. В 1913 году была открыта еще одна школа, годом позже — земская больница.
В советский период здесь был организован колхоз имени Сергея Лазо. В селе открылись средняя школа, клуб с киноустановкой, библиотека, ателье бытового обслуживания населения, почтовое отделение, детский сад, магазин, медицинский пункт. В 1962 году был построен Дом Культуры

## Известные уроженцы
- Наталья Гаврилица (род. 1977) — молдавский политический и государственный деятель, Премьер-министр Республики Молдова с 6 августа 2021 по 10 февраля 2023 года (и. о. 10—16 февраля 2023).
- Владимир Бешлягэ (род. 1931) — писатель, сценарист.
- Михаил Гребенча (1897—1948) — математик, педагог, профессор.
- Мицул Иван Николаевич - великий работник колхоза "Лазо" села Малаешты.